# Tatia luisae
Tatia luisae — вид сомоподібних риб з підродини Auchenipterinae родини Auchenipteridae. Описаний у 2022 році.

## Назва
Вид названо на честь бразильської іхтіологині Луїзи М. Сарменто-Соарес на знак визнання її багатого внеску в систематику неотропічних сомів підродини Centromochlinae.

## Розповсюдження
Ендемік Бразилії. Поширений у середньому басейні річки Тапажос вище порогів Сан-Луїс-ду-Тапажос.